# 雷州府

雷州府在广东省的位置（1820年）

18世紀初雷州府疆域

雷州府，明朝时设置的府，清朝沿用。

## 历史沿革

### 明朝
洪武元年（1368年）改雷州路為府，屬湖廣行省，治所在海康县（今广东省雷州市），轄徐聞、海康、遂溪三縣。範圍大約等同今日湛江市所轄之徐闻县、雷州市、麻章區、霞山區、赤坎區、遂溪县等地。洪武二年（1369年），改隸廣西行省，同年再隸廣東行省。洪武九年（1376年），廣東行省改为廣東布政使司，雷州隸之。

### 中华民国
民国元年（1912年），全国废府州厅改县，故廢。

## 延伸阅读
[在维基数据编辑]
 《欽定古今圖書集成·方輿彙編·職方典·雷州府部》，出自陈梦雷《古今圖書集成》